# Aloeides aurata
Aloeides aurata är en fjärilsart som beskrevs av Pringle. Aloeides aurata ingår i släktet Aloeides och familjen juvelvingar. Inga underarter finns listade i Catalogue of Life.